# David Rees
David Rees (28 de maio de 1918 — 16 de agosto de 2013) foi um matemático britânico. Trabalhou com álgebra comutativa.
Rees estudou na Universidade de Cambridge. Durante a Segunda Guerra Mundial foi membro do Bletchley Park, envolvido na decifração da máquina Enigma. Rees foi Professor da Universidade de Exeter. Em álgebra comutativa é conhecido especialmente por seu trabalho com Douglas Northcott.
Em 1993 recebeu o Prêmio Pólya. Foi membro honorário do Downing College da Universidade de Cambridge. Em agosto de 1998 a Universidade de Exeter organizou uma conferência pelos seus 80 anos. Casou com a matemática Joan Rees (Lecturer da Universidade de Exeter). Sua filha Mary Rees (* 1953) é professora de matemática da Universidade de Liverpool. Dentre seus orientados consta Michael Drazin.